# Río Vaj
El río Vaj (también transliterado como Vakh) (en ruso Река Вах) es un largo río de la Siberia rusa centrooccidental, un afluente de la margen derecha del río Obi. Su curso tiene una longitud de 964 km y drena una cuenca de 76.700 km² (similar en extensión a países como la República Checa o Serbia).
Administrativamente, el río discurre  por el distrito autónomo de Janti-Mansi de la Federación Rusa.

## Geografía
El río Vaj  nace en unas modestas colinas en la parte oriental de la llanura de Siberia Occidental, en la parte oriental del distrito autónomo de Janti-Mansi, cerca del límite con el krai de Krasnoyarsk. El río discurre en dirección oeste en una región en la que predomina la taiga, con un curso muy sinuoso, lleno de meandros y en el que recibe multitud de pequeños arroyos y ríos por ambas márgenes a lo largo de todo su recorrido. El río corre a través de una región poco habitada (con la aparición de gas natural y petróleo ahora mucho más poblada), con un clima bastante severo, de modo que en su curso no encuentra ningún centro urbano de importancia y solamente pequeños asentamientos, siendo los más importantes, aguas abajo, Boshói Panás, Larjak, Pug'iug, Labaz'yegan, Ojteur'ie, Lopchinskiie, Ust-Kolik'iegan, Kirikina, Pyliny, Bol'shetarjovo y Soromina. En esta zona hay pocas carreteras asfaltadas y no existe ningún puente sobre el río, empleándose algunos puentes de pontones.
En la parte final el río desemboca por la derecha en el río Obi, aguas abajo de Bylino y Kabino, y unos 20 km aguas arriba de Nizhnevártovsk (239.044 hab. en 2002).
El promedio mensual del caudal en Lopchinskiie, 253 km río arriba de la boca, es de 540 m/s (con un mínimo en marzo de 187 m/s y un máximo durante el deshielo, en junio de 1679 m/s). En las cercanías de la desembocadura tiene casi 300 m de ancho, cinco metros de profundidad y la velocidad del agua es de 0,5 m/s.
Al igual que todos los ríos siberianos, sufre largos períodos de heladas (seis/siete meses al año, desde finales de octubre/principios de noviembre y finales de abril/ principios de mayo) y amplias extensiones de suelo permanecen permanentemente congeladas en profundidad. Al llegar la época estival, como se deshielan primero las zonas más al sur, el río inunda amplias zonas bajas próximas a sus riberas que convierte en terrenos pantanosos. 
El Vaj es navegable en su curso inferior y medio, 432 km hasta Larjak, pero es poco utilizado.
Su cuenca hidrográfica contiene depósitos de petróleo y gas natural, similar a muchas otras zonas pantanosas de la Siberia occidental. En su cuenca están los importantes centros petrolíferos de Samotlor-Erdölfeld. 

### Afluentes
Sus principales afluentes son los siguientes:
- por la derecha:

- río Kulynigol (Кулынигол);
- río Sabun;
- río Kolikyegan (Коликъеган);

- por la izquierda:

- río Bolshoy Megtygyegan (Большой Мегтыгъеган), con una longitud de 457 km, una cuenca de 12.200 km² y un caudal de 65,1 m³/s.